# Pierre-Jean de Caux de Blacquetot
Pour les articles homonymes, voir Caux (homonymie).
Pour les autres membres des familles, voir Jean-Baptiste de Caux de Blacquetot et Louis-Victor de Caux de Blacquetot.
Pierre-Jean de Caux de Blacquetot, né à Hesdin le 21 décembre 1720, mort le 18 août 1792 à Cherbourg (Manche), est un général du génie de la Révolution française.

## Biographie
Frère de Jean-Baptiste de Caux de Blacquetot, Pierre-Jean obtient, dès l'âge de 14 ans, une commission de lieutenant en second au régiment de Pons. Cette faveur ne l'empêche pas de continuer les études sérieuses qu'il a déjà commencées, et il est jugé susceptible en 1737, de passer dans l'arme du génie.
Dans la campagne de 1744, il fait partie des brigades du génie employées au siège de Fribourg-en-Brisgau, et y reçoit un coup de feu dans le bras. Il assiste aux sièges de la ville et du château de Namur, et le brevet de capitaine lui est accordé le 1er janvier 1747. II prend part en 1748, à l'attaque d'Anvers, où il est blessé encore une fois. Il sert aux sièges de Berg-op-Zoom et des forts Frédéric-Henri, Lillo, Jumberg, et à la bataille de Lawfeld.
L'année suivante il est employé devant Maestricht, et blessé assez grièvement pendant les opérations du siège. Le roi le fait chevalier de Saint-Louis en 1751.
Il sert au Havre pendant la campagne de 1756, et se trouve l'année suivante, à la bataille de Creweld.
En 1758, il devient chef de place. Il fait la campagne de 1760 à l'armée d'Allemagne, et dans celle de 1761, il coopère activement à la brillante défense de Dorsten, où il est fait prisonnier. Sa belle conduite dans cette occasion, lui vaut une pension de 500 livres sur le trésor royal.
Nommé lieutenant-colonel le 6 avril 1761, il est élevé au grade de colonel en 1768. Brigadier d'infanterie le 3 janvier 1770, il devient directeur des fortifications de Basse-Normandie deux ans après, puis il est promu maréchal-de-camp le 1er mars 1780.
À cette dernière époque, il fait exécuter des travaux importants devant les places de Cherbourg et de Brest. Lors du voyage de Louis XVI à Cherbourg en 1786, le général de Caux est promu commandeur de Saint-Louis. À cette occasion, le roi daigne passer lui-même le cordon de cet ordre au cou de ce vieux serviteur, et lui permet de rester devant lui dans le fauteuil, où ses infirmités le retiennent depuis quelque temps.
Retiré du service en 1791, par suite de la nouvelle organisation du génie, il meurt à Cherbourg le 18 août 1792.

## Source
- Jean Baptiste Pierre Jullien de Courcelles, Dictionnaire historique et biographique des généraux français : depuis le onzième siècle jusqu'en 1820, vol. 4, L'auteur, 1822 (lire en ligne).
- François-Xavier Feller et Charles Weiss, Biographie universelle : ou, dictionnaire historique des hommes qui se sont fait un nom par leur génie, leurs talents, leurs vertus, leurs erreurs ou leurs crimes, vol. 2, J. Leroux, Jouby, 1848 (lire en ligne).